# Serce (album Marka Grechuty)
Serce – album z koncertu benefisowego Marka Grechuty oraz zaproszonych przez niego artystów z 1998 roku, wydany w 2001 roku przez wytwórnię Pomaton EMI.
W koncercie wzięli udział wokaliści Hanna Banaszak, Ewa Bem, Krzysztof Cugowski, Katarzyna Groniec, Krystyna Janda, Anna Maria Jopek, Ryszard Rynkowski, Grzegorz Turnau, Zbigniew Wodecki, Tadeusz Woźniak, Jacek Wójcicki.	

## Utwory
1. Pomarańcze i mandarynki (Zespół Anawa)
2. Tango Anawa (Marek Grechuta, Jan Kanty Pawluśkiewicz, Zbigniew Wodecki)
3. Będziesz moją panią (Zbigniew Wodecki)
4. Ocalić od zapomnienia (Hanna Banaszak)
5. Serce (Hanna Banaszak, Zbigniew Wodecki, Jacek Wójcicki)
6. Nie dokazuj (Jacek Wójcicki)
7. Pamięci wierszy (Ryszard Rynkowski)
8. Twoja postać (Tadeusz Woźniak)
9. Gdziekolwiek (Grzegorz Turnau)
10. Krajobraz z wilgą i ludzie (Grzegorz Turnau)
11. Wszystko dla twej miłości (Anna Maria Jopek)
12. Niepewność (Ewa Bem)
13. W dzikie wino zaplątani (Ewa Bem)

## Wersja rozszerzona z 2001 roku
W antologii Świecie nasz oryginalna płyta została wzbogacona o 6 dodatkowych utworów.
1. Ja jestem twoją Marilyn Monroe (Krystyna Janda)
2. Knajpa (Krystyna Janda)
3. Dni, których nie znamy (Krzysztof Cugowski)
4. Godzina Miłowania (Katarzyna Groniec)
5. Wszystko dla twej miłości (Kwintet Wojciecha Majewskiego)
6. Ocalić od zapomnienia (Kwintet Wojciecha Majewskiego)